# 1504
1504 (MDIV) a fost un an bisect al calendarului iulian, care a început într-o zi de luni.

## Evenimente
- 31 ianuarie: Tratatul de la Lyon. Franța cedează orașul Napoli lui Ferdinand al II-lea de Aragon.
- 2 iulie: În Moldova, începe domnia lui Bogdan al III-lea, fiul lui Ștefan cel Mare (1504-1517).

### Nedatate
- Tratatul de la Blois. Sistare temporară a disputelor din cadrul Războaielor Italiene.

## Arte, științe, literatură și filozofie
- 8 septembrie: David, sculptura lui Michelangelo Buonarroti este ridicată la Florența.
- Rafael Sanzio pictează Logodna Fecioarei Maria.

## Nașteri
- 17 ianuarie: Papa Pius al V-lea (n. Antonio Ghislieri), (d. 1572)
- 13 noiembrie: Filip I, Landgraf de Hesse, primul prinț protestant din Germania (d. 1567)

## Decese
- 2 iulie: Ștefan cel Mare (Ștefan al III-lea), 65/66 ani, domnitor al Moldovei (n. 1438/1439)
- 26 noiembrie: regina Isabella I a Castiliei, 53 ani (n. 1451)